# Armoiries du roi d'Espagne

Grandes armoiries royales de l'Espagne de Charles III à Alphonse XIII (1761-1868 et 1875-1931).

Les armoiries du roi d'Espagne sont utilisées à titre personnel par le monarque espagnol. La version actuellement en vigueur a été adoptée le 19 juin 2014, jour de la proclamation de Felipe VI comme roi d'Espagne, et entérinées par le décret royal 527/2014, du 20 juin, portant création du Guidon et de l'Etendard de Sa Majesté le Roi Felipe VI et modification du Règlement de Drapeaux et Étendards, Guidons, Insignes et Distinctifs, établi par le Décret Royal 1511/1977, du 21 janvier.
Les armoiries du roi d'Espagne sont formées par un bouclier écartelé:
Les armoiries du roi d'Espagne sont basées sur celles que Felipe VI avait utilisé comme prince des Asturies, Gérone et Viane et qui n'étaient différenciées que par l'apposition d'une couronne de prince, fermée par quatre diadèmes (trois apparents), qui fut remplacée par la couronne royale et la présence d'un lambel d'azur (couleur bleue) à trois pieds, la brisure utilisée comme marque de différence pour les héritiers de la Couronne espagnole.
Dans le nouveau blason ne figurent plus non plus la croix de Bourgogne ni le joug et les flèches des Rois catholiques qui étaient présents dans les armoiries de son père Juan Carlos Ier. De plus, l'émail (couleur) du lion est passé de gueules (rouge) au pourpre et la grenade de sinople (verte) est maintenant représentée avec sa couleur naturelle.
La version des armoiries utilisée par le roi Juan Carlos Ier a marqué la disparition des quartiers étrangers à l'Espagne qui correspondaient aux titres historiques de la Couronne et autres territoires rattachés par le passé (les duchés de Parme et de Toscane). Les monarques espagnols les ont maintenus jusqu'en 1931 comme symbole de leurs liens dynastiques. Depuis 1761, au cours des périodes de règne de la maison de Bourbon, ces quartiers furent les suivants:
- Dans le deuxième quartier, Deux-Siciles écartelé en sautoir, d'or à 4 pals de gueules (Aragon) et d'argent à une aigle de sable, becquée, lampassée et armée de gueules, et couronnée d'or (Hohenstauffen).
- Dans le troisième quartier, l'Autriche de gueules à une fasce d'argent.
- Dans le quatrième quartier, de Valois-Bourgogne : d'azur, semé de fleurs de lys d'or, à la bordure componée d'argent et gueules.
- Dans le cinquième quartier, une variante des armes des Farnèse : d'or à six fleurs de lys d'azur rangées une, deux, deux et une.
- Dans le sixième quartier, la Toscane des Médicis d'or à cinq boules de gueules ordonnées deux, deux et une, surmontées en chef d'une boule d'azur à trois fleurs de lis d'or (augmentation de France).
- Dans le septième quartier, de Bourgogne ancien qui est bandé d'or et d'azur, à la bordure de gueules.
- Dans la huitième caserne, de Brabant, qui est de sablée au lion d'or, couronné du même, armé et lampassé de gueules.

## Galerie

Armoiries des rois catholiques (1475).
Armoiries des rois catholiques (1492-1506).
Armoiries de Jeanne Ire de Castille.
Armoiries de Philippe Ier (roi de Castille avec Jeanne).
Armoiries abrégées de Jeanne Ire et de Charles Ier en tant que rois d'Espagne.
Armoiries du roi Charles Ier, devenu Charles Quint en tant qu'empereur du Saint-Empire.
1580-1668.
1700-1761.
1761-1868, 1875-1931.
Armoiries de Joseph-Napoléon Ier (1808-1813)
Armoiries d'Amédée Ier (1870-1873)
1924/1931.
Armoiries de Juan Carlos Ier (1975-2014) (utilisées comme emblème personnel depuis 2014).
Armoiries de Felipe VI (depuis 2014).